# Altfluit
De altfluit is een grotere en lagere versie van de dwarsfluit. Deze fluit in G (sol) is een transponerend instrument en klinkt een kwart lager dan de dwarsfluit. Omwille van haar lengte wordt ze soms gebouwd met een gebogen kopstuk, wat voor sommigen het bespelen ervan gemakkelijker maakt.
Op enkele aanpassingen na is de altfluit zoals we die nu kennen ontworpen door Theobald Böhm in 1854 of 1855. De bouw ervan werd mogelijk dankzij het kleppensysteem dat Böhm had bedacht, waardoor de toongaten niet meer allemaal binnen het bereik van de vingers hoefden te liggen. Böhm noemde de altfluit zijn favoriete instrument. Technisch wordt de altfluit op dezelfde manier bespeeld als de dwarsfluit, behalve (uiteraard) de houding van de handen die door de lengte van het instrument verder uit elkaar staan en de grotere spreiding van de vingers.
Ondanks Böhms enthousiasme wordt de altfluit slechts weinig voorgeschreven in orkestwerken. De belangrijkste orkestwerken waarin de altfluit gebruikt wordt zijn Daphnis et Chloé van Maurice Ravel, Le Sacre du printemps van Igor Stravinsky en The Planets van Gustav Holst. Veel hedendaagse componisten voelen zich aangesproken door de klankkleur van het instrument - die warmer en "dieper" is dan bij de gewone fluit - wat leidt tot een groeiend repertoireaanbod voor de altfluit in de kamermuziek en als solo-instrument, zie bijvoorbeeld Kamermuziek II van Aulis Sallinen, Good night van Henryk Górecki en Couleurs du vent van Kaija Saariaho.
Ook in de populaire muziek wordt het instrument gebruikt; Bud Shank speelde een altfluitsolo op California Dreamin' (1965) van The Mamas and the Papas.